# Région de Murcie (1833-1978)
Ne doit pas être confondu avec Région de Murcie.

Division territoriale de l'Espagne en régions de 1833 jusqu'à 1978.

La région de Murcie a été créée par la réorganisation territoriale de 1833 et a disparu en 1978.

## Présentation
La région de Murcie est l'héritière de l'ancien royaume de Murcie et du département de Río Segura (créé sous le règne de Joseph Bonaparte mais jamais entré en vigueur). Elle était formée par les provinces d'Albacete et de Murcie. Comme les autres régions définies par cette organisation territoriale, la région n'était dotée d'aucune compétence administrative, mais correspondait à une simple classification territoriale.
La Constitution de 1978, qui a créé les communautés autonomes, a transformé la province de Murcie en une communauté autonome mono-provinciale, la Région de Murcie, tandis que la province d'Albacete a été rattachée à la communauté autonome de Castille-La Manche.

### Sources
- (es) Cet article est partiellement ou en totalité issu de l’article de Wikipédia en espagnol intitulé « Región de Murcia (1833-1978) » (voir la liste des auteurs).